# Osmylops nesos
Osmylops nesos is een insect uit de familie van de Nymphidae, die tot de orde netvleugeligen (Neuroptera) behoort. 
Osmylops nesos is voor het eerst wetenschappelijk beschreven door Oswald in 1998.